# HBS voor Meisjes in Den Haag

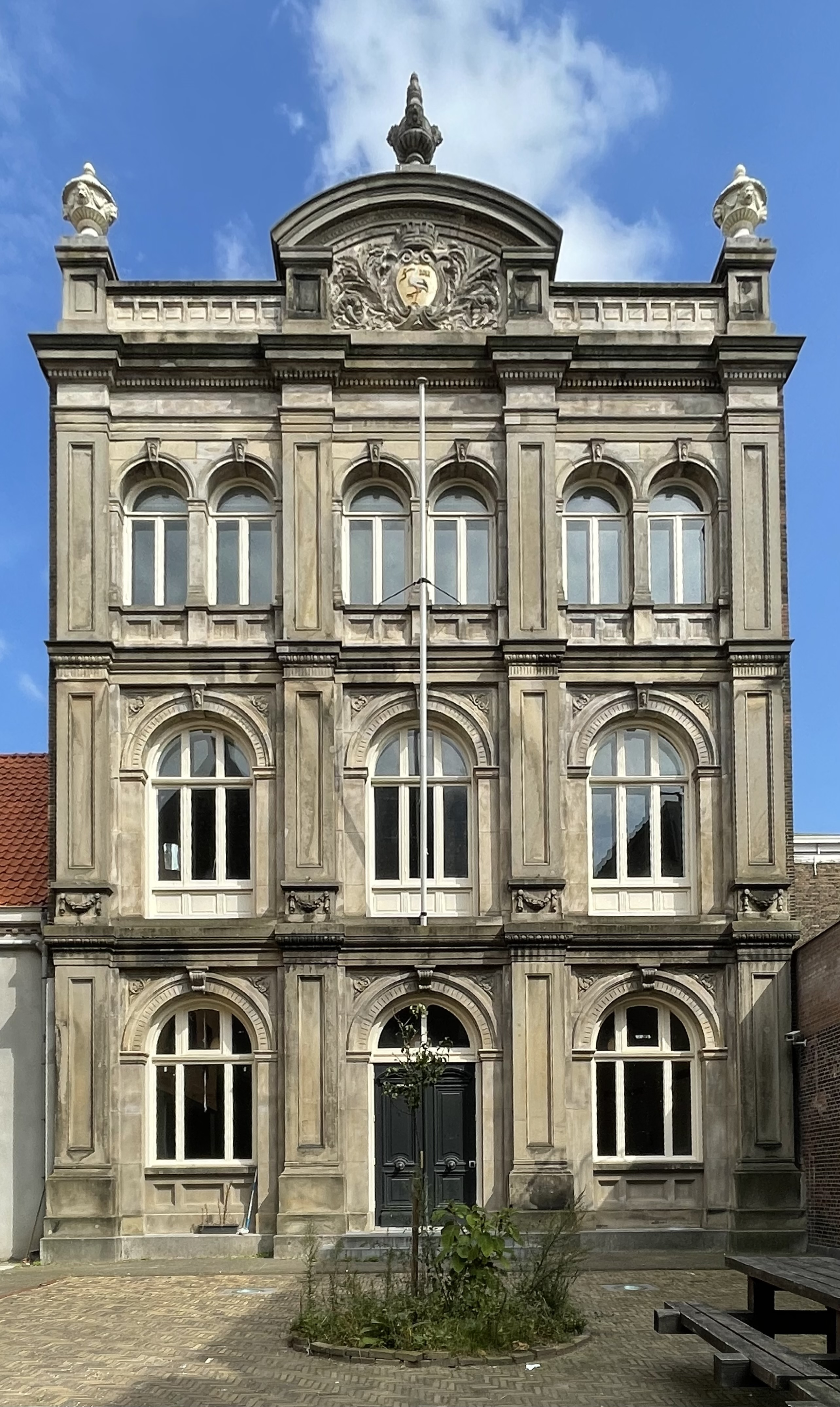
Bleijenburg 38; hier zat de school tussen 1914 en 1932

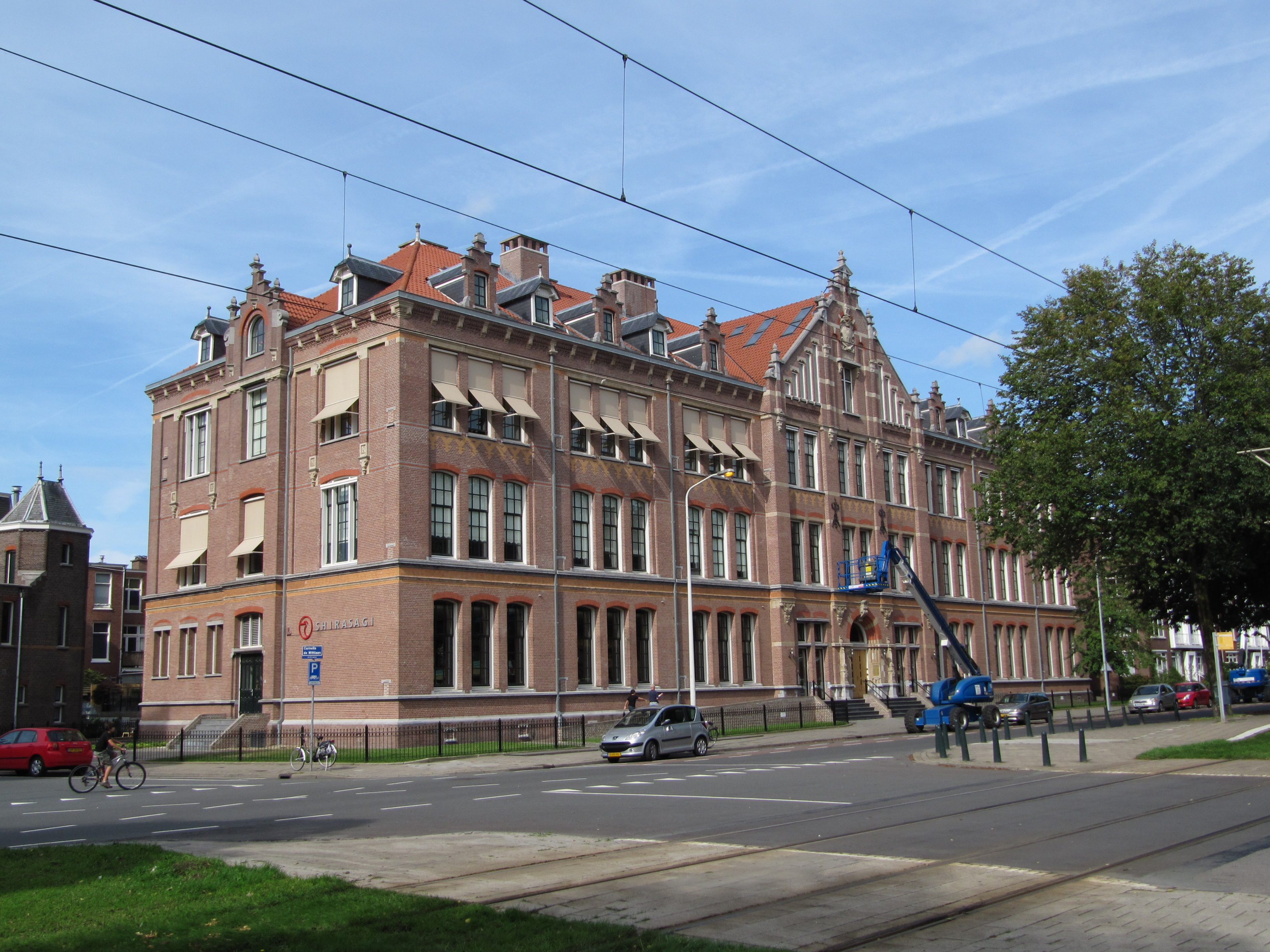
Stadhouderslaan 82; hier zat de school tussen 1935 en 1968 (met een onderbreking in de oorlogsjaren)

De HBS voor Meisjes, vanaf 1917 de Eerste HBS voor Meisjes en later de Dalton HBS voor Meisjes, was een middelbare school in Den Haag. De school bestond tussen 1879 en 1968.

## Geschiedenis
De school begon als een 'openbare burgerschool voor meisjes' op 8 september 1879. De school zat in de Wagenstraat en bood een driejarige cursus aan. Al een jaar later besloot de gemeente de opleiding te verlengen tot vijf jaar. Het gebouw aan de Wagenstraat werd al spoedig te klein en de school verhuisde al in 1881 naar de Laan. In 1905 werd het de eerste hbs met zesjarige cursus voor meisjes.
Tussen 1914 en 1932 zat de school aan het Bleijenburg, in het gebouw waar voorheen de Eerste Gemeentelijke HBS was gevestigd.
In 1917 werd een Tweede HBS voor Meisjes opgericht. Die zat eerst aan de Van den Eyndestraat, maar verhuisde het jaar daarop naar een houten noodgebouw op het adres Beeklaan 445. In 1932 fuseerden de beide HBS'en voor Meisjes en werd het noodgebouw in bezit genomen door de Derde Gemeentelijke HBS, die aan het gebouw de naam HBS Beeklaan overhield. Het gebouw was bedoeld geweest om tien jaar dienst te doen, maar werd uiteindelijk pas in 1967 gesloopt.
In de jaren twintig raakte dr. I.M. Graftdijk, tussen 1916 en 1946 de directrice van de Eerste HBS voor Meisjes, geïnteresseerd in de onderwijsfilosofie van Helen Parkhurst. Vanaf 1925 werd op de school daltononderwijs gegeven. De naam 'Dalton HBS voor Meisjes' werd overigens pas officieel in 1938.
Na de fusie van 1932 gingen de beide scholen verder als Lyceum voor Meisjes op het adres Waldeck Pyrmontkade 5. In 1935 verhuisde de school naar het adres Stadhouderslaan 84 (dat later het huisnummer 82 kreeg). In 1937 werd de school weer een hbs.
In 1942, tijdens de Tweede Wereldoorlog, moest de Dalton HBS voor Meisjes uitwijken naar het gebouw van het Gymnasium Haganum aan de Laan van Meerdervoort. Na de oorlog kwam de school in fasen weer terug naar de Stadhouderslaan.
De school ging in 1968 samen met de Han Stijkel ULO op in het Dalton Lyceum aan de Aronskelkweg. De nieuwe naam werd Dalton Scholengemeenschap; sinds 1996 heet deze school Dalton Den Haag. Het gebouw aan de Stadhouderslaan kwam in gebruik bij het Johan de Witt Lyceum. Het is de huidige Residentie Johan de Witt.